# Песчаный (приток Лыбеди)
Песча́ный — ручей в Киеве, в местности Шулявка, левый приток Лыбеди.

## Описание
Начинается на пересечении улиц Довженко и Дегтярёвской, далее протекает по окраине парка им. Пушкина. После пересечения Зоологической улицы, протекает по территории Зоопарка. Здесь о присутствии ручья напоминает каскад прудов. Далее ручей протекает под бывшей Песчаной улицей (ныне — Виктора Ярмолы; отсюда и название ручья). Пересекая проспект Победы и Борщаговскую улицу, ручей неподалёку от Дворца торжественных событий впадает в Лыбедь.
На всей протяжённости ручей заключён в коллектор, за исключением прудов на территории Зоопарка, через которые он протекает.
Протяжённость — около 2,5 км.